# 576 Emanuela
576 Emanuela eller A905 SK är en asteroid i huvudbältet, som upptäcktes 22 september 1905 av den tyske astronomen Paul Götz i Heidelberg. Den fick sitt namn efter en vän till upptäckaren.
Asteroiden har en diameter på ungefär 74 kilometer.